# Cadet Carter
Cadet Carter ist eine 2017 gegründete, walisisch-deutsche Alternative-Rock-Band.

## Geschichte
Cadet Carter wurde im Sommer 2017 in München gegründet. Nach einer deutschlandweiten Tour im Vorprogramm der britischen Punk-Band ROAM unterschrieb die Band einen Vertrag bei Uncle M Music und veröffentlichte 2018 ihr Debütalbum. Das Musikmagazin Visions kürte die Band zu einer der Entdeckungen des Monats und verglich ihren Sound mit Emo-Gruppen wie Jimmy Eat World und The Get Up Kids. 2018 folgten weitere Tourneen im Vorprogramm von Itchy, The Faim und Blackout Problems. 2019 tourte die Band als Support von Dave Hause durch Europa und absolvierte ihre erste Headliner-Tournee.
Zusammen mit Dave Hause veröffentlichten Cadet Carter außerdem eine Cover-Version des The-Police-Songs King of Pain. Die Erlöse aus der Veröffentlichung kommen der Hilfsorganisation Wildwasser zugute, die sich für Opfer sexueller Gewalt einsetzt.
Im Jahr 2020 veröffentlichte die Band die Single A Bad Few Weeks. Im Zuge der Corona-Pandemie veröffentlichte die Band 2020 die EP Isolation, die drei Songs umfasst. Ebenfalls  2020 erschien das zweite Album der Band Perceptions. Das Album stieg auf Platz 17 in die offiziellen deutschen iTunes-Alternative-Charts ein.
Ende 2020 veröffentlichte die Band die Single The Best Part, 2021 Strangeways und A Million Times. Nach Veröffentlichung einer Cover-Version des Owl-City-Songs Fireflies im Oktober 2021 verließ Gitarrist John Bauer die Band. Die Band gab bekannt, zusammen mit dem durch seine Arbeit mit Enter Shikari und You Me at Six bekannten britischen Produzenten George Perks an einem neuen Album zu arbeiten. Am 20. Mai 2022 erschien mit der Single In the Clear die erste Single des neuen Albums mit dem Titel Anthems for the Weak, das am 15. Juli 2022 erschien. Nach einer deutschlandweiten Tour mit der britischen Band The Bottom Line gaben Bassist Passy Theisen und Gitarrist Basti Scholl bekannt, dass sie die Band verlassen, um sich den Bands Emil Bulls und Marathonmann anzuschließen. Im August 2022 wurde bekannt, dass Korbinian „Corbin Red“ Lauxen und Matze Frommelt die Positionen an Gitarre und Bass übernommen haben.
Die neue Besetzung absolvierte im Oktober und November eine mehrwöchige Tournee im Vorprogramm der britischen Band As December Falls. Im März 2023 erschien die neue Single „Crazy Maze“, gefolgt von der ersten Headline-Tour der Band unter dem Titel „Finding Emo“ durch Deutschland und Großbritannien. Das Tourfinale der Finding Emo Tour in München wurde als Live-Album im August 2023 veröffentlicht.
Im Sommer 2023 entstanden im 8 Ohm Studio neue Songs. Die erste Single „Lift me up“ erschien im Dezember 2023. In den kommenden Monaten folgten noch die Singles „Let it go“, „My favourite Place“ featuring Kayleigh Goldworthy und „Strangers“. Das Album „Self-Maintenance“, welches unter SBÄM-Records veröffentlicht wurde, erschien im April 2024.
Im März und April 2024 waren Cadet Carter mit der französisch-italienischen Band Halflives auf Europatournee.
Im Juli und August folgten noch eine Tour mit The Dangerous Summer und Festivalauftritte.
Im Dezember 2024 erschien eine Acoustic-EP mit ausgewählten Stücken des letzten Album unter dem Titel „Self-Maintenance unplugged“.

## Diskografie

### Alben
- 2018: Cadet Carter
- 2020: Perceptions
- 2022: Anthems for the Weak
- 2023: Finding Emo (Live)
- 2024: Self-Maintenance (SBÄM Records)

### EPs
- 2019: Uncle M Sessions Vol. 4 - Live from Cologne
- 2020: Isolation EP
- 2021: Live from the Void
- 2024: Self-Mainentance unplugged

### Kollaboration
- 2018: King of Pain (mit Dave Hause)

### Singles
- 2017: Car Park Song
- 2018: Loose End
- 2018: Settle Me Down
- 2020: A Bad Few Weeks
- 2020: Telescope
- 2020: Windshields
- 2020: The Best Part
- 2021: Strangeways
- 2021: A Million Times
- 2021: Fireflies
- 2022: In the Clear
- 2022: Stumbling
- 2023: Crazy Maze
- 2023: Lift Me Up
- 2024: Let It Go
- 2024: My Favourite Place (feat. Kayleigh Goldsworthy)
- 2024: Strangers